# Hedychium cylindricum
Hedychium cylindricum är en enhjärtbladig växtart som beskrevs av Henry Nicholas Ridley. Hedychium cylindricum ingår i släktet Hedychium och familjen Zingiberaceae. Inga underarter finns listade i Catalogue of Life.

## Bildgalleri

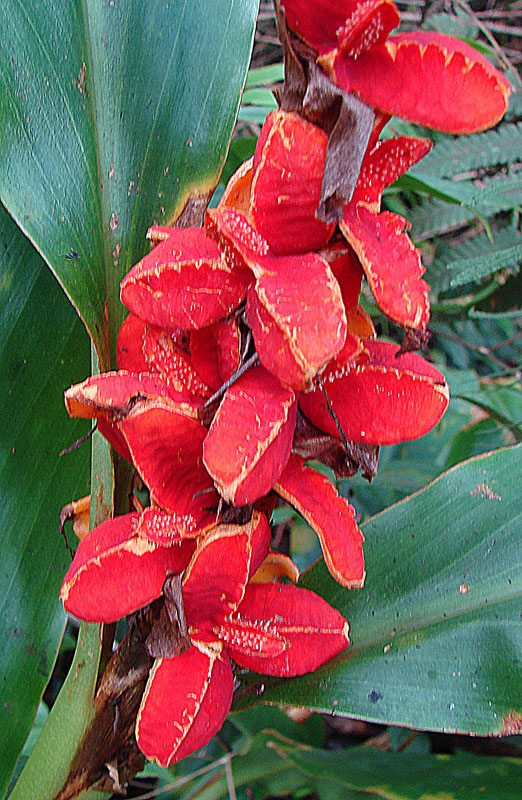
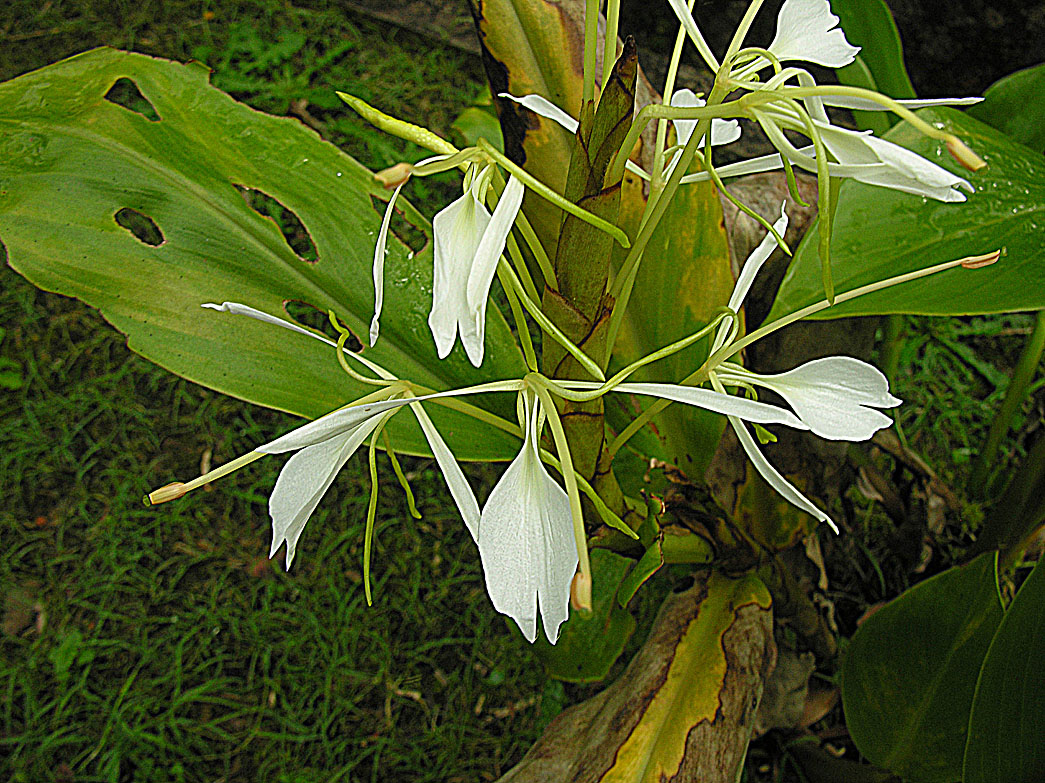